# Aldobrandinische Hochzeit

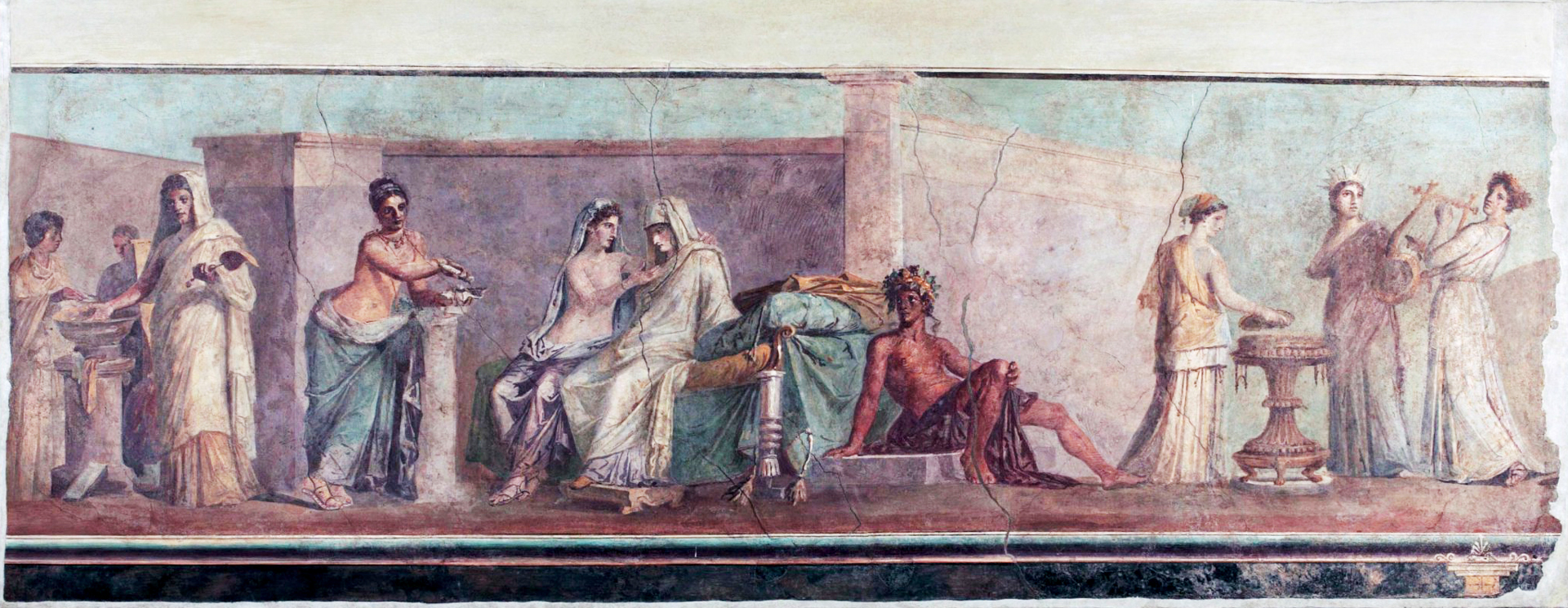
Aldobrandinische Hochzeit, Vatikanische Museen

Die Aldobrandinische Hochzeit, so genannt nach dem ersten Besitzer, Kardinal Cinzio Passeri Aldobrandini, ist ein römisches Freskogemälde aus augusteischer Zeit.
Es wurde 1606 (nach anderen Quellen 1605) in der Nähe der Kirche Santa Maria Maggiore in Rom in den ehemaligen Gärten des Maecenas gefunden und befindet sich seit 1818 in der Sammlung der vatikanischen Bibliothek, die heute ein Teil der Vatikanischen Museen ist (Inv. 79631).
In der Mitte des Bildes sieht man die Brautkammer, die Braut verschleiert auf dem Brautlager sitzend, neben ihr die Göttin der Überredung (Peitho) als Brautmutter und eine Jungfrau mit Schale und Salbgefäß. In einem hinteren Gemach befinden sich Frauen, die das Brautbad vorbereiten. Rechts, dicht vor dem Brautgemach, sitzt auf einer Estrade der wartende Bräutigam, während die Musen den Brautgesang anstimmen.
Johann Joachim Winckelmann sah in dem Bild eine Darstellung der Hochzeit von Peleus und Thetis.

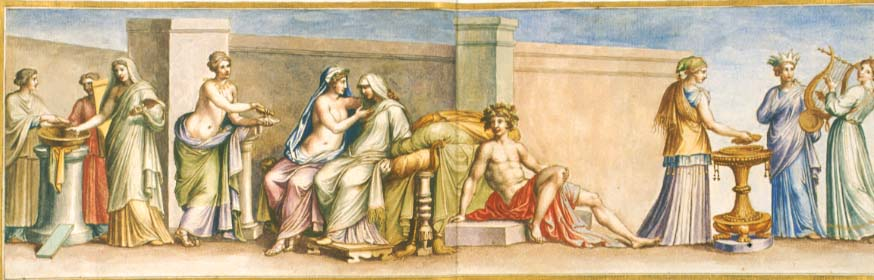
Aquarell von Pietro Santi Bartoli, 1674